# Fázový závěs

Principiální schéma fázového závěsu. Z detektoru jde rozdíl vstupního a výstupního signálu do dolní propusti, která jej „zprůměruje“ a oscilátor vygeneruje frekvenci dle tohoto „průměrného rozdílu“, až se postupně výstupní signál ustálí na stejné frekvenci jako je vstupní a mezi signály bude konstantní fázový rozdíl.

Fázový závěs (anglicky Phase-Locked Loop, PLL) je zpětnovazební obvod, který generuje výstupní signál, jehož fáze závisí na fázi vstupního, „referenčního“, signálu. Skládá se z fázového detektoru, dolní propusti a oscilátoru řízeného napětím (případně ještě děličky výstupní nebo vstupní frekvence). Detektor porovnává vstupní signál s výstupním signálem z oscilátoru (fázi i frekvenci; může to být i obyčejný XOR nebo Set-Reset), za filtrem (jímž může být obyčejný RC člen) tak vzniká napětí úměrné velikosti tohoto rozdílu, na což oscilátor zareaguje změnou výstupní frekvence. V ustáleném stavu mají pak vstupní i výstupní signál shodnou frekvenci, je mezi nimi pouze fázový posun, který je ovšem pro danou frekvenci (a použitý fázový detektor) konstantní.
Fázový závěs lze použít při demodulaci frekvenčně modulovaného signálu. Demodulovaný signál je vlastně výstup z dolnoproustního filtru.
Zapojením deličky frekvence do zpětné vazby z oscilátoru do detektoru lze generovat výstupní frekvenci, která je celočíselným násobkem vstupní frekvence. Zapojením další děličky na vstupní signál do detektoru lze generovat i racionální násobek (zlomek) vstupní frekvence.
Používání fázového závěsu je rozšířené v radiotechnice, v telekomunikacích, v počítačích a v dalších elektronických aplikacích. Používá se k rekonstrukci signálu přijatého z komunikačního kanálu ovlivněného šumem, k vytvoření stabilních frekvencí, které jsou násobkem vstupní frekvence (frekvenční syntéza), nebo při konstrukci digitálních zařízení například s mikroprocesory k distribuci hodinových impulsů. Od doby, kdy existují integrované obvody, které realizují celý fázový závěs, je technika fázového závěsu široce používána v elektronických zařízeních s výstupními frekvencemi od zlomků Hz až po mnoho gigahertzů.